# منفذ عصا تحكم أتاري
منفذ عصا تحكم أتاري هو منفذ حاسوب مستخدم على نطاق واسع يستخدم لتوصيل أجهزة التحكم بألعاب الفيديو المختلفة بمشغلات الألعاب والحواسيب المنزلية.